# Valeriana cardamines
Valeriana cardamines är en kaprifolväxtart som beskrevs av Friedrich August Marschall von Bieberstein. Valeriana cardamines ingår i släktet vänderötter, och familjen kaprifolväxter. Inga underarter finns listade i Catalogue of Life.